# Stegen
Stegen là một đô thị thuộc huyện Breisgau-Hochschwarzwald, Baden-Württemberg, thuộc nước Đức. Đô thị Stegen có diện tích 26,32 km². Dân số thời điểm 31 tháng 12 năm 2020 là 4539 người. Đô thị này giáp thành phố Freiburg, cự ly khoảng 8 km theo đường chim bay, nằm trong thung lũng sông Dreisam. Đô thị này gồm 3 trung tâm dân cư: Thị xã Stegen (thị xã này gồm các làng Weiler, Oberbirken, Unterbirken và Rechtenbach) và các làng Eschbach và Wittental.